# Vitbrynad guan
Vitbrynad guan (Penelope jacucaca) är en hotad hönsfågel i familjen trädhöns som enbart förekommer i nordöstra Brasilien.

## Utseende
Vitbrynad guan är en medelstor (65–70 cm), brunsvart trädhöna med ett karakteristiskt vitt ögonbrynsstreck. På ovansidan av vingen syns tydliga utdragna vita streck. Benen är ljusa. Lätet är okänt.

## Utbredning och systematik
Vitbrynad guan förekommer i nordöstra Brasiliens inland, från Ceará och Paraíba till Bahia. Den behandlas som monotypisk, det vill säga att den inte delas in i några underarter.

## Status och hot
Vitbrynade guanen tros minska kraftigt i antal till följd av habitatförlust och jakt. Den är därför upptagen på internationella naturvårdsunionen IUCN:s röda lista över hotade arter, kategoriserad som sårbar (VU).

## Namn
Fågelns vetenskapliga artnamn jacucaca kommer av Jacú cáca på tupíspråket, "tofshöna", använt för en guan.